# Urtovox Records
La Urtovox Records è una casa discografica fondata nel 1997 a Firenze da Paolo Naselli Flores. Pubblica dischi di artisti indie rock. Nel novembre 2006 ha vinto un premio speciale Miglior Etichetta Indipendente 2006 conferito dal M.E.I. (Meeting Etichette Indipendenti) di Faenza.

## Gruppi
...A Toys Orchestra |  
Mòn | 
Iacampo | 
Angelo Sicurella | 
A Lemon | 
Linda Collins | 
Appaloosa | 
Cesare Basile | 
Handshake | 
Herself | 
Alan+ | 
LupMorthy | 
Alessandro Fiori | 
Beatrice Antolini | 
Elle | 
Eveline | 
Francesca Lago | 
The Sons of Anarchy | 
Yes Daddy Yes | 
GoodMorningBoy | 
Numero6 | 
Mimes of Wine | 
Mezzala | 
Hogwash | 
Jokifocu | 
Jules Not Jude | 
News For Lulu | 
Les Fauves | 
Mersenne | 
Nest | 
New Rhodes | 
Piet Mondrian | 
Psycho Sun | 
Satellite Inn | 
Ultraviolet Makes Me Sick | 
Vegaenduro